# Vermicularia spirata
Vermicularia spirata, tên tiếng Anh: West Indian worm-shell, là một loài ốc biển, là động vật thân mềm chân bụng sống ở biển thuộc họ Turritellidae.

## Miêu tả
Độ dài vỏ lớn nhất ghi nhận được là 90 mm.

## Môi trường sống
Độ sâu nhỏ nhất ghi nhận được là 3 m. Độ sâu lớn nhất ghi nhận được là 80 m.